# Mas Barrau de la Pastanaga
El Mas Barrau de la Pastanaga és una masia d'Argentona (Maresme) protegida com a Bé Cultural d'Interès Local.

## Descripció
Masia de planta baixa i pis, amb teulada a dues vessants i carener perpendicular a la façana.
Conta de tres cossos perpendiculars a la façana.
Destaca el portal d'arc de mig punt de pedra granítica de 13 dovelles, i al damunt l'espitllera i una finestra gòtica amb permòdols. La façana també té un portal rectangular de pedra granítica amb una altra finestra gòtica amb permòdols.
La façana de ponent té un antic portal gòtic, amb permòdols, que ara té funcions de finestra.
A l'interior destaca l'entrada a la planta baixa, amb un rentamans de pedra, un petit armari de pedra sota l'escala. Les bigues que sustenten el sostre estan recolzades en elements de pedra.
A la cuina s'hi conserva una gran llar de foc i el forn de pa (actualment tapat).
L'escala d'accés al pis té els graons de granit.
En el pis tan sols destaquen els festejadors de la façana principal.